# Planty (Toruń)
Planty w Toruniu – toruński zespół parków i zieleńców znajdujących się w centrum miasta, powstały w okresie międzywojennym w miejscu bastionowych obwarowań miasta. Planty otaczają zespół staromiejski Torunia. Pełnią funkcję rekreacyjną.

## Historia
Obwarowania bastionowe miasta powstały w roku 1590, kiedy król Zygmunt III Waza wydał formalną zgodę na ich utworzenie. W wyniku decyzji Toruń stał się już w XVI wieku twierdzą, jedną z największych i najnowocześniejszych w ówczesnej Polsce. Po I wojnie światowej elementy fortyfikacyjne zostały rozebrane i na ich miejscu powstawały skwery i zieleńce. Projekt wykonał (w 1935 roku) oraz nadzorował jego wykonanie architekt miejski Ignacy Tłoczek. Planty powstały na następujących terenach:
- na Bastionie Odcinkowym w okolicach dworca autobusowego (ob. Park Pamięci Ofiar Zbrodni Pomorskiej 1939);
- na Bastionie św. Wawrzyńca między aleją Solidarności a ulicą Uniwersytecką (do tego terenu należy również obszar Parku Etnograficznego);
- na Bastionie Nowym: między aleją Jana Pawła II a aleją 500-lecia;
- na Bastionie Chełmińskim między aleją Jana Pawła II a Czerwoną Drogą, w pobliżu Centrum Kulturalno-Kongresowego Jordanki;
- przy placu Mariana Rapackiego, między aleją Jana Pawła II a Fosą Staromiejską (obszar alpinarium)
- na Bastionie Starotoruńskim, tzw. Dolina Marzeń.

## Roślinność
Toruńskie planty porasta roślinność nasadzona, nierzadko egzotyczna i przywleczona. I tak na plantach na Bastionie Starotoruńskim rośnie jedyny w mieście krzew woskownicy europejskiej, a także cis, miłorząb japoński, świerk, kosodrzewina, jarząb szwedzki, pigwa japońska, żywotnikowiec japoński.

## Obiekty na plantach

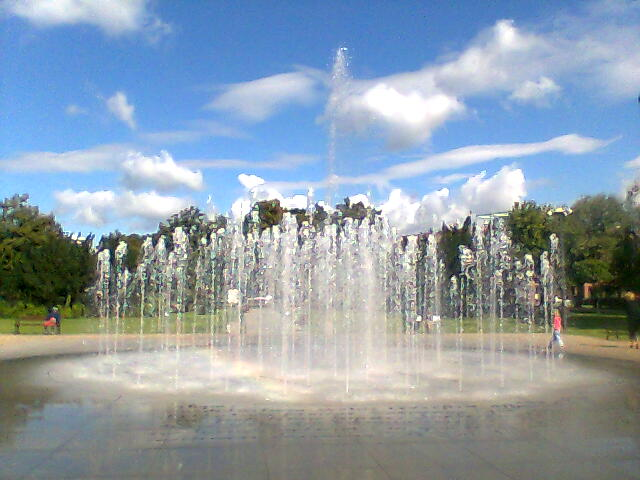
Fontanna Cosmopolis

Na plantach, w różnych miejscach, znajdują się pomniki, m.in. Józefa Piłsudskiego, ku czci Żołnierzy Armii Krajowej, Ofiar Stalinizmu, Ofiar Hitleryzmu, Stefana Łaszewskiego, bł. ks. Jerzego Popiełuszki, Jana Pawła II, Żołnierzy Wyklętych, Ofiar Zbrodni Pomorskiej 1939. W Dolinie Marzeń jest zainstalowany w 1973 roku zegar słoneczny, mający podkreślać kopernikański charakter miasta.
Na Plantach znajduje się również fontanna Cosmopolis, wykonana na wzór ósmej strony dzieła Mikołaja Kopernika De revolutionibus z ryciną Układu Słonecznego. Na północy plant wybudowano Centrum Kulturalno-Kongresowe Jordanki. Fontanna jest miejscem spotkań. Na rogu alei 500-lecia i ulicy Bydgoskiej stoi tzw. Grzybek z roku 1843, pod którym według miejscowej legendy miał jeść obiad Napoleon Bonaparte podczas wizyty w Toruniu.